# Montgomery (Familienname)
Montgomery ist ein schottischer Familienname und Adelstitel französisch-normannischen Ursprungs. Er ist auch als männlicher Vorname verbreitet.

## Herkunft des Namens
Die genaue Herkunft des Namens Montgomery, sowohl als Vorname, als auch als Familienname, ist ungewiss. Der erste historisch bedeutsame Mensch, der diesen Namen als Adelstitel trug, war Roger de Montgomerie um 1066. Normalerweise wurden Titel und Familiennamen in adligen Familienkreisen weitervererbt, doch der Name „Montgomery“ lässt sich nur bis zu Roger sicher zurückverfolgen. Oft nahmen sich Adlige einen ihnen wichtigen Ort zum Vorbild für neu angeeignete Namen und Titel. Im Falle von Montgomery könnte es sich auf zwei stattliche Hügel in der Normandie bei Calvados beziehen. Einer davon liegt westlich der Gemeinde Sainte-Foy-de-Montgommery in der heutigen Diözese Lisieux. Der andere liegt südöstlich von Saint-Germain-de-Montgommery und trägt die Ruinen einer frühzeitlichen  Motte. Beide Hügel werden Mons Gommerís (zu deutsch „Gummerichs Hügel“) genannt. Daraus könnte der Titel „de Montgomery“ hergeleitet sein, woraus dann später der Vor- und Familienname „Montgomery“ wurde.

## Namensträger

### A
- Adam Montgomery (* 2002), schottischer Fußballspieler
- Alan Everard Montgomery (* 1938), britischer Diplomat
- Alex Montgomery (* 1988), US-amerikanische Basketballspielerin
- Alexander Montgomery (Politiker, 1667) (1667–1722), irischer Politiker
- Alexander Montgomery (Politiker, 1686) (1686–1729), irischer Politiker
- Alexander Montgomery (Politiker, 1720) (1720–1800), irischer Politiker
- Alexander Montgomery (Politiker, um 1721) (um 1721–1785), irischer Politiker
- Alexander B. Montgomery (1837–1910), US-amerikanischer Politiker
- Alison Montgomery (1969–2018), deutsche Autorin, siehe Petra Röder
- Ann D. Montgomery (* 1949), US-amerikanische Juristin
- Anne Montgomery (Aktivistin) (1926–2012), US-amerikanische Ordensschwester und Friedensaktivistin
- Anthony Montgomery (* 1971), US-amerikanischer Schauspieler
- Archibald Montgomery-Massingberd (1871–1947), britischer Feldmarschall
- Arnulf de Montgomery (≈1068–1118/22), anglo-normannischer Edelmann und Ritter
- Ava Montgomery (* 2002), deutsche Schauspielerin

### B
- Belinda Montgomery (* 1950), kanadische Schauspielerin
- Ben Montgomery, US-amerikanischer American-Football-Schiedsrichter
- Bernard Montgomery (1887–1976), britischer Feldmarschall
- Betty Montgomery (* 1948), US-amerikanische Juristin und Politikerin (Republikanische Partei)
- Bob Montgomery (Boxer) (1919–1998), US-amerikanischer Boxer
- Bob Montgomery (Musiker) (1937–2014), US-amerikanischer Musiker
- Bob Montgomery (Baseballspieler) (* 1944), US-amerikanischer Baseballspieler
- Brian Montgomery (Autor) (1903–1989), britischer Armeeoffizier und Biograf
- Brian D. Montgomery (* 1956), US-amerikanischer Regierungsbeamter
- Buddy Montgomery (Charles Montgomery; 1930–2009), US-amerikanischer Jazzmusiker

### C
- Camille Montgomery, US-amerikanische Schauspielerin
- Carol Montgomery (* 1965), kanadische Triathletin
- Charles Montgomery (Admiral) (* 1955), britischer Vizeadmiral
- Charles Montgomery (Journalist) (* 1968), kanadischer Schriftsteller und Fotojournalist
- Charles C. Montgomery (1818–1880), US-amerikanischer Politiker
- Christopher Montgomery, US-amerikanischer Softwareentwickler
- Cynthia Montgomery (* 1952), US-amerikanische Wirtschaftswissenschaftlerin und Hochschullehrerin

### D
- Dacre Montgomery (* 1994), australischer Schauspieler
- Daniel Montgomery (1765–1831), US-amerikanischer Politiker
- David Montgomery (Historiker) (1927–2011), US-amerikanischer Historiker und Hochschullehrer
- David Montgomery, 2. Viscount Montgomery of Alamein (1928–2020), britischer Politiker und Geschäftsmann
- David Montgomery (Investor) (* 1948), britischer Journalist und Medieninvestor
- David Montgomery (Radsportler) (* 1995), irischer Radsportler
- David Montgomery (Footballspieler) (* 1997), US-amerikanischer American-Football-Spieler
- David C. Montgomery (* 1936), US-amerikanischer Physiker
- David R. Montgomery (* 1961), US-amerikanischer Geologe
- Deane Montgomery (1909–1992), US-amerikanischer Mathematiker
- Doreen Montgomery (1913–1992), britische Drehbuchautorin
- Douglass Montgomery (1907–1966), US-amerikanischer Schauspieler

### E
- Edmund D. Montgomery (1835–1911), schottischer Philosoph und Mediziner
- Eleanor Montgomery (1946–2013), US-amerikanische Hochspringerin
- Elizabeth Montgomery (1933–1995), US-amerikanische Schauspielerin

### F
- Flora Montgomery (* 1974), britische Schauspielerin
- Forest Montgomery (1874–1947), US-amerikanischer Tennisspieler
- Frank Montgomery (Regisseur) (1870–1944), US-amerikanischer Filmregisseur und Schauspieler
- Frank Montgomery (Fußballspieler), nordirischer Fußballspieler
- Frank A. Montgomery (1830–1903), US-amerikanischer Politiker
- Frank Ulrich Montgomery (* 1952), deutscher Radiologe und Verbandsfunktionär

### G
- Gabriel Montgomery, Seigneur de Lorges (um 1530–1574), französischer Offizier
- George Montgomery (Bischof) (1562–1621), schottischer Geistlicher, Bischof der Church of Ireland
- George Montgomery (Szenenbildner) (1899–1951), US-amerikanischer Szenenbildner
- George Montgomery (Schauspieler) (1916–2000), US-amerikanischer Schauspieler
- George Leslie Montgomery († 1787), irischer Politiker
- George Thomas Montgomery (1847–1907), US-amerikanischer Geistlicher, Bischof von Los Angeles
- Grant Montgomery (* 1965), britischer Szenenbildner

### H
- Harold Robert Montgomery (1884–1958), britischer Kolonialbeamter
- Henry Montgomery (Geistlicher) (1788–1865), irischer Geistlicher
- Henry Montgomery (Bischof) (1847–1932), britischer Geistlicher, Bischof von Tasmanien
- Henry Montgomery (Politiker, 1858) (1858–1917), US-amerikanischer Politiker
- Henry Montgomery (Politiker, 1863) (1863–1951), britischer Politiker
- Henry Conyngham Montgomery (1765–1830), britischer Politiker
- Hugh Montgomery, 1. Viscount Montgomery (um 1560–1636), irischer Adliger schottischer Herkunft
- Hugh Montgomery, 2. Viscount Montgomery (1597–1642), irischer Adliger
- Hugh Montgomery, 1. Earl of Mount Alexander (um 1623–1663), irischer Adliger
- Hugh Montgomery, 2. Earl of Mount Alexander (1651–1717), irischer Adliger
- Hugh Montgomery, 4. Earl of Mount Alexander (um 1680–1745), irischer Adliger und Politiker
- Hugh Montgomery (Politiker, 1858) (1858–1926), kanadischer Politiker
- Hugh Montgomery (Diplomat, 1895) (1895–1971), britischer Diplomat und römisch-katholischer Priester
- Hugh Montgomery (Diplomat, 1923) (* 1923), US-amerikanischer Diplomat
- Hugh Montgomery (Mathematiker) (* 1944), US-amerikanischer Mathematiker
- Hugh Montgomery (Physiker) (Hugh Elliot Montgomery; * 1948), britischer Physiker
- Hugh de Fellenberg Montgomery (1844–1924), nordirischer Großgrundbesitzer und Politiker
- Hugh John Montgomery (1876–1956), kanadischer Politiker
- Hugh John Montgomery, Geburtsname von Hugh Montgomery-Massingberd (1946–2007) britischer Journalist und Genealoge
- Hugh Maude de Fellenberg Montgomery (1870–1954), britischer Armeegeneral
- Hugo Montgomery (1932–2023), schwedischer klassischer Philologe

### I
- Ingun Montgomery (* 1936), schwedische Theologin und Hochschullehrerin
- Isaac Montgomery (* 1986), liberianischer Fußballschiedsrichter

### J
- Jack Montgomery (John Carter Montgomery; 1881–1948), US-amerikanischer Reiter, Polospieler und Offizier
- James Montgomery, 4. Baronet (um 1654–1694), schottischer Politiker
- James Montgomery, 1. Baronet (1721–1803), schottischer Politiker
- James Montgomery, 2. Baronet (1766–1839), schottischer Politiker
- James Montgomery (Boxer), kanadischer Boxer
- James Montgomery (Schriftsteller) (1771–1854), britischer Schriftsteller und Herausgeber
- James Montgomery (Jayhawker) (1814–1871), Freischar-Anführer und Unionsarmee-Befehlshaber im „Bleeding Kansas“-Konflikt und dem Amerikanischen Bürgerkrieg
- James Montgomery (Schwimmer) (* 1955),  US-amerikanischer Schwimmer
- James Montgomery (Sportschütze) (1891–1964), kanadischer Sportschütze
- Janet Montgomery (* 1985), britische Schauspielerin
- Jesse Montgomery (1904–1976), US-amerikanischer Hindernisläufer
- Jessie Montgomery (* 1981), US-amerikanische Komponistin
- Jim Montgomery (* 1969), kanadischer Eishockeyspieler
- Joe Montgomery, US-amerikanischer Rockabilly-Musiker
- Jon Montgomery (* 1979), kanadischer Skeletonpilot
- John Montgomery (Politiker, 1722) (1722–1808), US-amerikanischer Politiker (Pennsylvania)
- John Montgomery (Politiker, 1764) (1764–1828), US-amerikanischer Politiker (Maryland)
- John Flournoy Montgomery (1878–1954), US-amerikanischer Diplomat
- John Gallagher Montgomery (1805–1857), US-amerikanischer Politiker
- John Joseph Montgomery (1858–1911), US-amerikanischer Luftfahrtingenieur, Erfinder und Hochschullehrer
- John Michael Montgomery (* 1965), US-amerikanischer Countrysänger
- John Warwick Montgomery (1931–2024), US-amerikanischer Theologe, Hochschullehrer, Anwalt und Autor
- Joseph Montgomery (1733–1794), US-amerikanischer Geistlicher und Politiker

### K
- Kahmari Montgomery (* 1997), US-amerikanischer Sprinter
- Karen Montgomery (1949–2015), US-amerikanische Schauspielerin und Filmproduzentin
- Kenneth Montgomery (1943–2023), britischer Dirigent und Musikpädagoge

### L
- Lauren K. Montgomery, US-amerikanische Schauspielerin
- Lee Montgomery (* 1961), kanadischer Schauspieler
- Little Brother Montgomery (1906–1985), US-amerikanischer Bluesmusiker
- Lisa Montgomery (1968–2021), US-amerikanische Mörderin
- Lucy Maud Montgomery (1874–1942), kanadische Schriftstellerin

### M
- Malla Montgomery-Silfverstolpe (1782–1861), schwedische Schriftstellerin
- Marian Montgomery (1934–2002), US-amerikanische Sängerin
- Mark Montgomery (* 1970), US-amerikanischer Basketballspieler
- Martin V. Montgomery (1840–1898), US-amerikanischer Jurist
- Mattie Montgomery (* 1987), US-amerikanischer Sänger
- Melba Montgomery (1938–2025), US-amerikanische Sängerin
- Merle Montgomery (Merle Campbell; 1904–1986), US-amerikanische Komponistin, Pianistin und Musikpädagogin
- Mike Montgomery (* 1947), US-amerikanischer Basketballtrainer
- Monk Montgomery (1921–1982), US-amerikanischer Musiker
- Monte Montgomery (* 1966), US-amerikanischer Musiker

### N
- Nick Montgomery (* 1981), ein schottischer Fußballspieler

### P
- Percy Montgomery (* 1974), südafrikanischer Rugby-Union-Spieler
- Peter Montgomery (Mathematiker) (1947–2020), US-amerikanischer Mathematiker
- Peter Montgomery (Wasserballspieler) (* 1950), australischer Wasserballspieler
- Peter Montgomery (Sportkommentator), neuseeländischer Sportkommentator
- Poppy Montgomery (* 1972), australische Schauspielerin

### R
- R. A. Montgomery (1936–2014), US-amerikanischer Schriftsteller
- Renee Montgomery (* 1986), US-amerikanische Basketballspielerin
- Richard Montgomery (1738–1775), amerikanischer General im Amerikanischen Unabhängigkeitskrieg
- Richard Mattern Montgomery (1911–1987), US-amerikanischer General
- Richard Montgomery (Politiker) (* 1946), US-amerikanischer Politiker, Abgeordneter in Tennessee
- Richard Montgomery (Mathematiker, 1956) (* 1956), US-amerikanischer Mathematiker
- Richard Montgomery (Diplomat), britischer Diplomat
- Richard Montgomery (Mathematiker), britischer Mathematiker
- Ritchie Montgomery, US-amerikanischer Schauspieler
- Robert Montgomery (Bischof, um 1502) (1502?–1538), schottischer Geistlicher, Bischof von Argyll
- Robert Montgomery (Erzbischof) (1541–1611), schottischer Geistlicher, Erzbischof von Glasgow
- Robert Montgomery (Poet) (1807–1855), britischer Poet
- Robert Montgomery (Kolonialgouverneur) (1809–1887), britischer Kolonialverwalter
- Robert Montgomery (Schauspieler) (1904–1981), US-amerikanischer Schauspieler
- Robert Montgomery (Politiker), US-amerikanischer Unternehmer und Politiker
- Robert Montgomery (Mediziner) (* 1960), US-amerikanischer Transplantationschirurg
- Robert Morris Montgomery (1849–1920), US-amerikanischer Jurist
- Robin Montgomery (* 2004), US-amerikanische Tennisspielerin
- Ross Montgomery (* 1962), schottischer Dartspieler
- Ruth Montgomery (1912–2001), US-amerikanisches Medium
- Ruth Montgomery-Andersen (* 1957), US-amerikanisch-grönländische Tänzerin, Hebamme und Gesundheitswissenschaftlerin

### S
- Samuel J. Montgomery (1896–1957), US-amerikanischer Politiker
- Sonny Montgomery (1920–2006), US-amerikanischer Politiker
- Susan Montgomery (* 1943), US-amerikanische Mathematikerin
- Sven Montgomery (* 1976), schweizerischer Radrennfahrer
- Sy Montgomery (* 1958), US-amerikanische Naturforscherin und Autorin

### T
- Thomas Montgomery (Ritter) (um 1433–1495), englischer Ritter
- Thomas Montgomery (Politiker, 1700) (1700–1761), irischer Politiker
- Thomas Montgomery (Politiker, 1779) (1779–1828), US-amerikanischer Politiker
- Thomas Harrison Montgomery junior (1873–1912), US-amerikanischer Biologe
- Thomas M. Montgomery (* 1941), US-Generalleutnant
- Tim Montgomery (* 1975), US-amerikanischer Leichtathlet
- Toccara Montgomery (* 1982), US-amerikanische Ringerin
- Todd Montgomery, US-amerikanischer Unternehmer und Filmproduzent
- Ty Montgomery (* 1993), US-amerikanischer American-Football-Spieler
- Tyron Montgomery (* 1967), deutscher Film- und Medienschaffender

### W
- W. Linn Montgomery, US-amerikanischer Biologe
- Wes Montgomery (1923–1968), US-amerikanischer Jazzgitarrist
- Wilbert Montgomery (* 1954), US-amerikanischer American-Football-Spieler
- William Montgomery (Politiker, 1736) (1736–1816), US-amerikanischer Politiker (Pennsylvania)
- William Montgomery (Politiker, 1789) (1789–1844), US-amerikanischer Politiker (North Carolina)
- William Montgomery (Politiker, 1818) (1818–1870), US-amerikanischer Politiker (Pennsylvania)
- William Montgomery (Politiker, um 1821) (um 1821–1914), neuseeländischer Politiker
- William Montgomery (Kryptologe) (1871–1930), britischer Geistlicher und Kryptoanalytiker
- William Dale Montgomery (* 1945), US-amerikanischer Diplomat
- William Hugh Montgomery (1866–1958), neuseeländischer Rechtsanwalt, Farmer, Politiker und Maler